# 甜鱂
甜鱂為輻鰭魚綱鯉齒目鯉齒亞目鯉齒鱂科的其中一種，分布於中美洲墨西哥Laguna Chichancanab流域，體長可達4.6公分，棲息在底中層水域，屬肉食性，以蝸牛、介形蟲等為食。

## 擴展閱讀
維基物種上的相關：甜鱂